# Anni 950 a.C.
Gli anni 950 a.C. sono il decennio che comprende gli anni dal 959 a.C. al 950 a.C. inclusi.

## Morti
- Siamon, faraone egizio957 a.C.
- Zhou Zhao, sovrano cinese (n. 1027 a.C.)